# Serge Bardet
Pour les articles homonymes, voir Bardet.
Serge Bardet est un docteur en histoire, agrégé de lettres classiques, professeur et maître de conférences en histoire ancienne à l'Université d'Évry-Val-d'Essonne.
Il est l'auteur d'un livre de référence sur le Testimonium flavianum : Le Testimonium Flavianum, Examen historique, Considérations historiographiques. 
« Cet essai - à la pensée claire et au style juste - restera un modèle du genre et sera pour longtemps l’ouvrage de référence pour tous ceux qui s’intéresseront à cette curieuse querelle autour du Testimonium » (Pierre Geoltrain).

## Publications
- Serge Bardet, Le Testimonium Flavianum : Examen historique considérations historiographiques, Éditions du Cerf, coll. « Œuvres de Flavius Josèphe et études », 29 août 2002, 280 p. (ISBN 978-2-204-07002-7)